# Клеккенде-Хёй

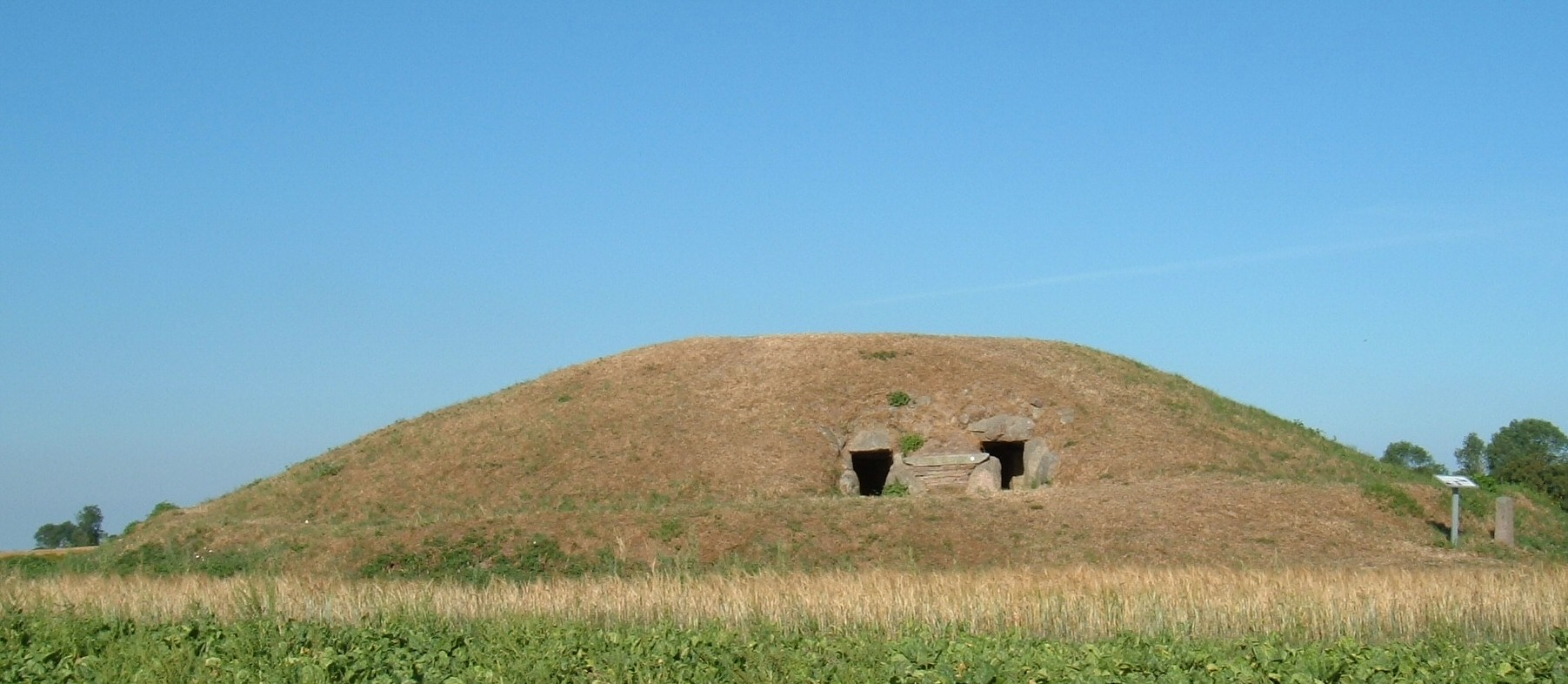
Двойной вход в курган

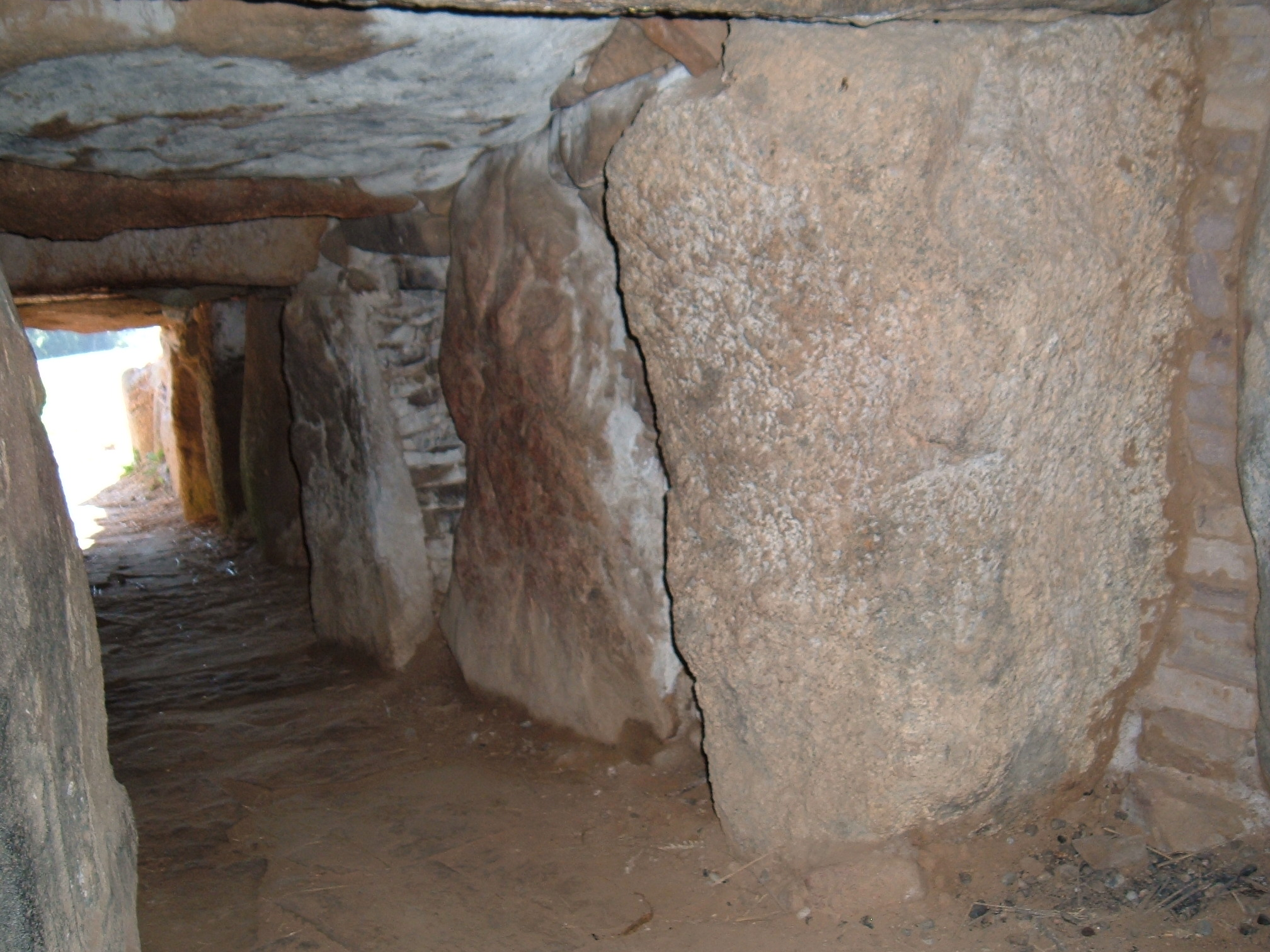
Вид вдоль южного коридора

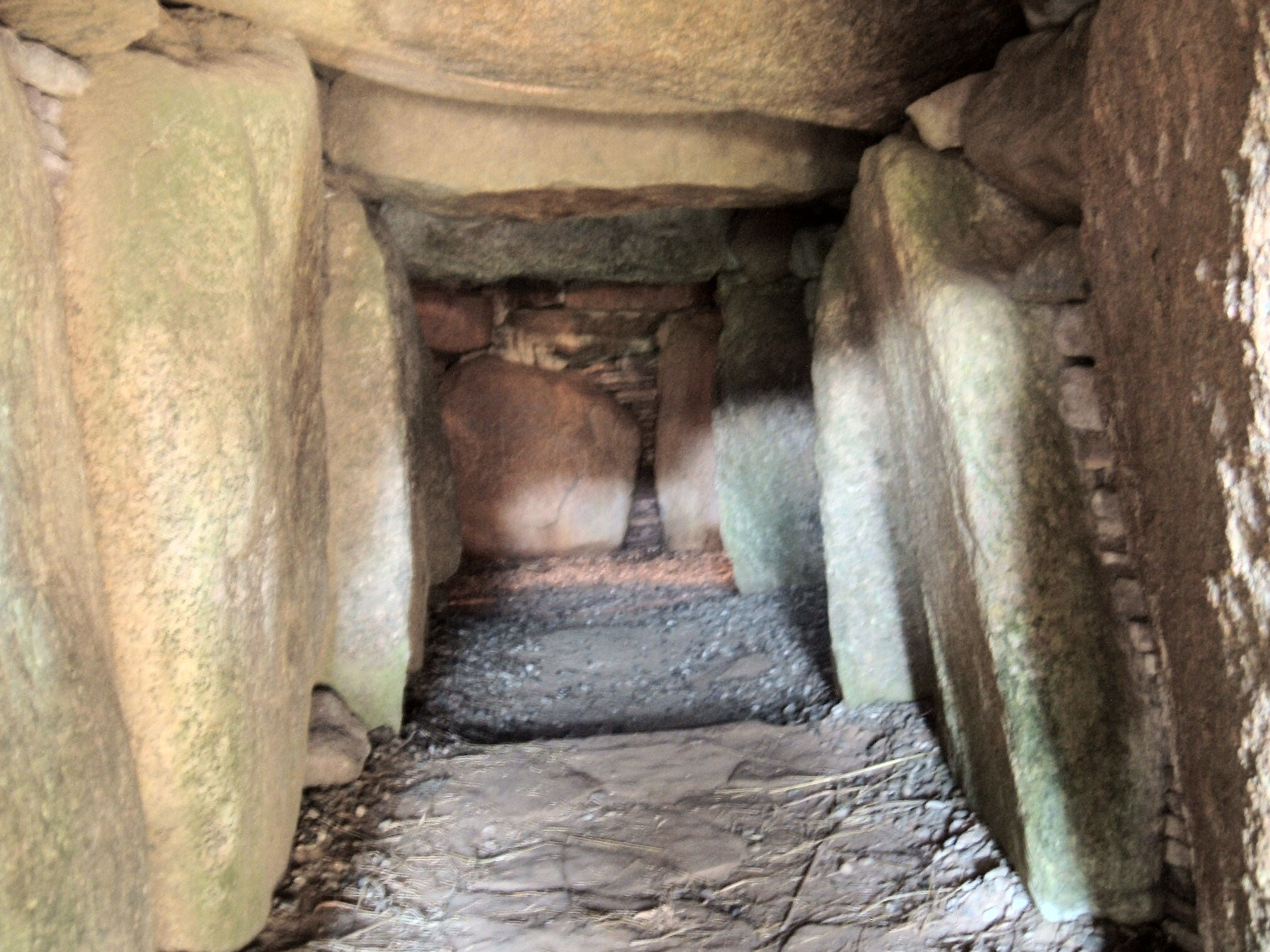
Вид на север из южного входа

Клеккенде-Хёй (дат. Klekkende Høj) — мегалитическая гробница внутри насыпного кургана на датском острове Мён.
Датируется примерно 2500 годом до н. э. Наряду с данным курганом на острове имеется ещё около 100 курганов, большинство которых сохранилось намного хуже. По конструкции Клеккенде-Хёй представляет собой коридорную гробницу, при этом необычно то, что в данном кургане — не один, а два параллельных входных коридора.
В 1797 году раскопки кургана провёл Антуан де Боск де ля Кальмет, губернатор острова. Внутри кургана было обнаружено большое количество человеческих останков, кремнёвые орудия, керамика и янтарные украшения. Находки были переданы в Национальный музей Дании в Копенгагене, после чего вход в гробницу был вновь закрыт.
В настоящее время входы в гробницу вновь открыты для публичного посещения. В 1987 году была отреставрирована южная камера, а в 2002 году — северная, было также проведено электрическое освещение.